# 베르너 베르겐그루엔

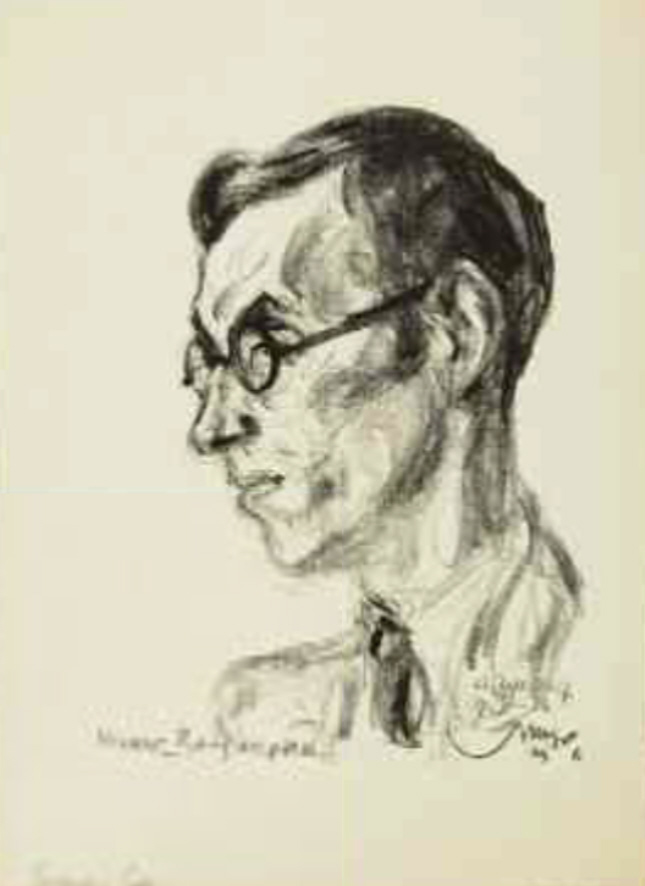

베르너 베르겐그루엔(Werner Bergengruen, 베르겐그륀, 1892-1964년)은 독일의 작가이다.
발트해(海) 연안의 리가에서 출생하였다. 독일의 여러 대학에서 공부하고 제1차 세계대전 때에는 독일군으로 참전하였으며, 전후 러시아 문학의 번역, 저널리스트 생활을 거쳐 작가생활로 들어갔다(1927). 1936년 카톨릭으로 개종, 나치스 지배시대에는 박해를 받았다. 그는 현대의 저명한 카톨릭 작가로 ‘영원의 질서를 사람의 눈에 뚜렷이 보게 하고’ 또 ‘독일 기질과 그리스도교와의 풀기 힘든 상관관계’를 밝히려고 한 북방적인 깊은 사색과 정감(情感), 견실한 표현과 극적 구성으로써 영원한 질서의 비밀에 육박하는 진지한 그리스도교적 휴머니즘이 그의 문학의 뼈대를 이루고 있다. 대표작 중의 하나인 장편 <대폭군과 재판>(1935)은 권력과 정의, 죄와 속죄를 묘사한 대작으로 널리 읽히고 있다. 단편의 기법(技法)도 뛰어나 주옥
같은 명작을 많이 발표하고 있다.
그 밖의 작품으로는 장편 <하늘에도 땅에도>(1940), <봉화(烽火)>(1949), 단편 <왕관>(1946) 등이 있다.